# Mundo mutante
Mundo Mutante (en el inglés original, Mutant World) es una historieta posapocalíptica del 1978 creada y dibujada por Richard Corben cuyo guion se hizo cargo Jan Strnad a partir del tercer capítulo.

## Trayectoria editorial
Inicialmente fue seriada en las páginas de 1984 (números del 1 al 8), revista estadounidense de la Warren Publishing; casi al mismo tiempo, su  homóloga española, editada por Toutain, la publicaba en español.
En 1982 se imprimió la obra en álbum con 8 páginas adicionales (aleatorias). Más tarde, en 1989, se reeditaría dentro de la colección Obras completas.

## Argumento
La historia se crea a partir de una conversación que mantuvieron Josep Toutain y Corben para realizar una serie para una nueva revista de ciencia ficción (1984) y para la cual se esbozaron diferentes ideas en las que se incluían dinosaurios y viajes en el tiempo. Al final se optó por un mundo devastado y en ruinas, basándose en un personaje que aparecía en Herederos de la Tierra (Heirs of Earth,1971), historieta de dos páginas del mismo autor.  Lo que en principio iba a ser una antología de historias y distintos personajes acabó centrada en el personaje Dimento gracias a la colaboración de Jan Strnad.
Dimento es un mutante, un superviviente dentro de la Tierra post-holocausto, inocente, adorable y un poco retardado. Tendrá que apañárselas para sobrevivir en un mundo muy hostil, lleno de otros mutantes caníbales, bestias, clones, militares y un sacerdote desequilibrado.
La obra tuvo una secuela, Hijos de Mundo Mutante (Son of Mutant World, 1990) sobre las aventuras de la hija de Dimento.

## Estilo
Mundo Mutante fue dibujado en blanco y negro por Richard Corben, aunque por medio de su técnica overlay siempre se publicó en color. La obra supuso su madurez en el perfeccionamiento de su sistema de color fotomecánico, cuya técnica consistía en elaborar artesanalmente, por medio de acetatos con agujeros de registro, el equivalente a los fotolitos que componen la separación en cuatro tintas necesarias para imprimir en color.